# 康正産業
康正産業株式会社（こうせいさんぎょう）は、鹿児島県を中心に九州中・南部地域（鹿児島県・熊本県・大分県・宮崎県）でファミリーレストランなどを展開する外食産業企業である。

## 概要
創業は天文館にあったマンモスパブ「ラック」が始まりである。

### 企業理念
「食は命の根源 食に携わることに誇りを持ち 真心のサービスで より良い商品をより安くと心がけ 明るく楽しく働こう」

## 沿革
- 1968年 - 設立
- 1970年 - 法人設立
- 1980年 - 元祖寿司チェーン1号店開店
- 1986年 - ふぁみり庵1号店開店
- 2004年 - 鹿児島中央駅ビルに2店舗出店(古宮庵1号店、寿しまどか)
- 2006年 - Frespoジャングルパーク内に寿し清か、Familiare kitchenオープン
- 2008年 - 鹿児島市パークホテル1Fに「9匹のこぶた」オープン。天文館に「寿しまどか」「かつや」鹿児島1号店同時オープン

## 出店店舗
ふぁみり庵・はいから亭
- 出店地域（10店舗）
  - 鹿児島県 - 鹿児島市（与次郎本店、吉野店、谷山店、坂元店）、霧島市（国分店）、姶良市（姶良店）、鹿屋市（鹿屋店）、
  - 宮崎県 - 都城市（都城店）、宮崎市（大塚店）

寿しまどか
- 出店地域（27店舗）
  - 鹿児島県 - 鹿児島市（騎射場店、中山店、紫原店、慈眼寺店、伊敷ニュータウン店、与次郎グルメモード店、原良店、東開店、アミュプラザ鹿児島店、吉野店、卸本町店、武岡ピュアタウン店）、霧島市（コープ国分店、国分広瀬店）、阿久根市（阿久根店）、南さつま市（加世田店）、日置市（伊集院店）
  - 宮崎県 - 都城市（川東店）、宮崎市（イオン宮崎店、神宮店、大塚店、清武店）
  - 熊本県 - 人吉市（人吉店、人吉インター店）、水俣市（水俣店）、合志市（合志店）
  - 大分県 - 大分市（アミュプラザおおいた店）

ふぁみり庵・はいから亭・寿しまどか
- 出店地域（11店舗）
  - 鹿児島県 - 鹿屋市（札元店）、出水市（出水店）、伊佐市（大口店）、指宿市（指宿店）、枕崎市（枕崎店）、薩摩川内市（川内店）、垂水市（垂水店）
  - 宮崎県 - 都城市（甲斐元店）、宮崎市（住吉店）、小林市（小林店）
  - 熊本県 - 熊本市東区（益城インター店）

ふぁみり庵別亭
- 出店地域（1店舗）
  - 鹿児島県 - 鹿児島市（与次郎店）

韓国焼肉 古宮庵
- 出店地域（2店舗）
  - 鹿児島県 - 鹿児島市（アミュプラザ鹿児島店）
  - 宮崎県 - 宮崎市（イオン宮崎店）

ファミリアーレ キッチン
- 出店地域（1店舗）
  - 鹿児島県 - 鹿児島市（与次郎・フレスポジャングルパーク内）

寿し清か
- 出店地域（1店舗）
  - 鹿児島県 - 鹿児島市（与次郎・フレスポジャングルパーク内）

かつや
アークランドサービスが展開するとんかつ店「かつや」の鹿児島県のエリアフランチャイズである。
- 出店地域（2店舗）
  - 鹿児島県 - 鹿児島市（卸本町店）、霧島市（国分広瀬店）

9匹のこぶた
- 出店地域（1店舗）
  - 鹿児島県 - 鹿児島市（中央町・B&Bパークホテル内）

## 過重労働問題
過重労働などの労働条件の悪化が原因で、店長が寝たきりの意識障害となる事故を引き起こした。その後の裁判により2008年4月大阪地方裁判所で、残業代732万円を含む約1億9500万円賠償額を命令する判決が出された。その後同社は約2億4000万円を払い和解を行った。